# Paisa Films
Paisa Films – studio filmowe założone w 2005 roku przez reżysera Macieja Ślesickiego. Realizuje produkcje filmowe i telewizyjne – w tym fabularne, dokumentalne, reklamowe i animowane – od opracowania koncepcji, przez okres przygotowawczy, po produkcję i postprodukcję. Związana z Warszawską Szkoła Filmową przez osobę prezesa firmy i jednocześnie założyciela szkoły.

## Produkcje
Filmowe:
- Rezerwat, reż. Łukasz Palkowski (najlepszy debiut reżyserski 32. FPFF Gdynia 2007);
- Strajk, reż. Volker Schlöndorff;
- remake niezależnego filmu Manna Huberta Gotkowskiego (pod tym samym tytułem).

Telewizyjne:
- I kto tu rządzi?, reż. Maciej Ślesicki;
- Szpilki na Giewoncie, reż. Robert Wichrowski.

Oprócz filmów fabularnych i seriali studio zrealizowało także spoty reklamowe i filmy promocyjne m.in. dla Muzeum Powstania Warszawskiego, Polskiego Instytutu Sztuki Filmowej, czy przedsiębiorstw Atlas i Renault.